# لیونهارد شتوک
لیونهارد شتوک (انگلیسی: Leonhard Stock؛ زادهٔ ۱۴ مارس ۱۹۵۸) اسکی‌باز آلپاین اهل اتریش بود.
وی در مسابقات کشوری و بین‌المللی در مجموع برندهٔ ۱ مدال طلا، ۱ مدال برنز شده‌است.